# Les Issards
Les Issards is een gemeente in het Franse departement Ariège (regio Occitanie) en telt 210 inwoners (2005). De plaats maakt deel uit van het arrondissement Pamiers.

## Geografie
De oppervlakte van Les Issards bedraagt 3,8 km², de bevolkingsdichtheid is 55,3 inwoners per km².
De onderstaande kaart toont de ligging van Les Issards met de belangrijkste infrastructuur en aangrenzende gemeenten.

## Demografie
Nevenstaande figuur toont het verloop van het inwonertal (bron: INSEE-tellingen).
Vanwege een beveiligingsprobleem met de MediaWiki Graph-software is het momenteel niet mogelijk deze grafiek weer te geven. Zodra de software is bijgewerkt zal de grafiek vanzelf weer zichtbaar worden.